# 채영수
채영수(蔡永洙, 1947년 ~ )는 대한민국의 판사 출신 법조인이다.

## 생애
1947년 전라남도 순천시에서 태어나 순천고등학교와 고려대학교 법학과를 졸업하고 1975년 제14회 사법시험에 합격해 판사에 임용되었다. 대전고등법원 부장판사를 지내던 1998년 8월 24일에 서울고등법원 부장판사로 전보 2003년 1월까지 재직하다가 2006년에 제6대 경찰위원회 위원장을 역임하였다. 공직에서 물러난 이후 2005년 1월에 법무법인 에이스 대표 변호사를 하다가 2003년 2월부터 변호사 채영수 법률사무소를 개업했다.